# Тілопо макатейський
Тілопо макатейський (Ptilinopus chalcurus) — вид голубоподібних птахів родини голубових (Columbidae). Ендемік Французької Полінезії.

## Опис
Довжина птаха становить 20-23 см, довжина хвоста 8,3-9,8 см, довжина крила 12,8-14 см, довжина дзьоба 11-13 мм. Виду не притаманний статевий диморфізм. Забарвлення переважно зелене, на лобі і тімені пурпурово-рожева пляма. Горло і груди бліді, зеленувато-сірі, пір'я на грудях має роздвоєні кінчики. Живіт і гузка жовтуваті, кінчики крил жовті. Очі червоні, дзьоб жовтувато-зелений, лапи червоні.

## Поширення і екологія
Макатейські тілопо є ендеміками острова Макатеа в архіпелазі Туамоту. Вони живуть в тропічних лісах і садах.

## Збереження
МСОП класифікує цей вид як вразливий. За оцінками дослідників, популяція матакейських тілопо становить від 440 до 2220 птахів. Раніше їм загрожувало знищення природного середовища через активне видобування фосфатів, однак зараз популяція стабілізувалася.